# Blasticorhinus waelbroecki
Blasticorhinus waelbroecki är en fjärilsart som beskrevs av Embrik Strand 1918. Blasticorhinus waelbroecki ingår i släktet Blasticorhinus och familjen nattflyn. Inga underarter finns listade i Catalogue of Life.